# Тіммонсвілл (Південна Кароліна)
Тіммонсвілл (англ. Timmonsville) — місто (англ. town) в США, в окрузі Флоренс штату Південна Кароліна. Населення — 2099 осіб (2020).

## Географія
Тіммонсвілл розташований за координатами 34°8′4″ пн. ш. 79°56′31″ зх. д. / 34.13444° пн. ш. 79.94194° зх. д. (34.134363, -79.941862).  За даними Бюро перепису населення США в 2010 році місто мало площу 6,70 км², уся площа — суходіл. В 2017 році площа становила 7,19 км², уся площа — суходіл.

## Демографія
Згідно з переписом 2010 року, у місті мешкало 2320 осіб у 867 домогосподарствах у складі 610 родин. Густота населення становила 346 осіб/км².  Було 1019 помешкань (152/км²).
Расовий склад населення:
| - 81,8 % — чорних або афроамериканців - 16,6 % — білих - 0,6 % — азіатів - 0,2 % — корінних американців |

До двох чи більше рас належало 0,6 %. Частка іспаномовних становила 1,3 % від усіх жителів.
За віковим діапазоном населення розподілялося таким чином: 25,7 % — особи молодші 18 років, 62,0 % — особи у віці 18—64 років, 12,3 % — особи у віці 65 років та старші. Медіана віку мешканця становила 36,7 року. На 100 осіб жіночої статі у місті припадало 80,8 чоловіків;  на 100 жінок у віці від 18 років та старших — 74,6 чоловіків також старших 18 років.
Середній дохід на одне домашнє господарство  становив 34 292 долари США (медіана — 27 625), а середній дохід на одну сім'ю — 37 660 доларів (медіана — 32 788). Медіана доходів становила 27 899 доларів для чоловіків та 23 520 доларів для жінок. За межею бідності перебувало 34,5 % осіб, у тому числі 55,0 % дітей у віці до 18 років та 18,6 % осіб у віці 65 років та старших.
Цивільне працевлаштоване населення становило 883 особи. Основні галузі зайнятості: роздрібна торгівля — 20,5 %, освіта, охорона здоров'я та соціальна допомога — 17,0 %, виробництво — 12,8 %, будівництво — 10,8 %.